# Sint-Antonius van Paduakerk (Aerdenhout)
De Antonius van Paduakerk is een rooms-katholieke kerk aan de Sparrenlaan 9 in Aerdenhout in de Nederlandse provincie Noord-Holland. De kerk is op 5 juli 2020 onttrokken aan reguliere erediensten. Tot die tijd fungeerde het godshuis voor de dorpen Aerdenhout en Bentveld, de Haarlemse wijk Oosterduin en de Heemsteedse wijken Vogelbuurt en Dichterskwartier. Het gebouw is als noodkerk ontworpen door Joseph Cuypers en Pierre Cuypers jr. De eerste aanvraag voor de bouw is gedaan in 1920. De kerk is op 22 december 1922 feestelijk in gebruik genomen. Door het tijdelijke karakter is de kerk nooit gewijd. De patroonheilige van de kerk is de Heilige Antonius van Padua. In 2009 is de kerk en het interieur toegevoegd aan de gemeentelijke monumentenlijst van de gemeente Bloemendaal.

## Bouwgeschiedenis
In 1920 heeft mej. Veldhuis het verzoek ingediend bij het bisdom voor het oprichten van een permanent toegankelijke Mariakapel. In de bouwaanvraag staat: "Laat het vooral duidelijk zijn dat de kerk is een noodkerk en de pastorie een blijvend gebouw".
De kerk is een voorbeeld van een dorpse zaalkerk met stijlkenmerken van de Amsterdamse School. De oriëntatie van de kerk is op het oosten; het gebouw is gesitueerd in een open ruimte wat het dorpse karakter versterkt. In alle eenvoud vertoont de voornamelijk uit hout opgetrokken kerk kenmerken van de Amsterdamse School en het geheel wekt zeker niet een tijdelijke indruk.
Het ontwerp van de pastorie is zodanig dat het past bij de bebouwing met villa's, grote burgerhuizen en boerderijen die het dorp rijk is.
De Antoniuskerk is een uiterst zeldzaam voorbeeld van een houten RK-noodkerk die nooit is vervangen door een definitieve kerk. Het wordt ook gezien als bijzonder werk van Joseph en Pierre Cuypers (zoon en kleinzoon van de beroemde P.J.H. Cuypers). Het Cuypersgenootschap vindt dat deze kerk Rijksmonument zou moeten zijn, vooral ook omdat het enig is in zijn soort in Nederland.
Bij de oplevering in 1922 was het interieur zeer sober. De eerste beschilderingen van het houten interieur dateren uit 1932. In de jaren na de Tweede Wereldoorlog is de kerk verder verfraaid. De beschildering van het hoge front boven het priesterkoor is in 1949 aangebracht door de schilder Joes Lelyveld. De hanenbalken zijn in 1953 in Hongaarse stijl beschilderd door Oscar Mendlik en zijn leerling Istar Gyernek.
In 2007 is de buitenkant van de kerk gerestaureerd. Hierbij zijn de originele kleuren aangebracht zoals ze te vinden zijn op een aquarel van Jos Cuypers uit 1922. De kleurpatronen komen veelvuldig voor in Aerdenhout, veelal bij huizen ontworpen voor het bureau van Cuypers en Jan Stuyt.

## Kunstschatten
De kerk bezit een aantal fraaie beelden. Mari Andriessen heeft in 1924 als beginnend kunstenaar het Mariabeeld, het Hildegardisbeeld en het Heilig Hartbeeld vervaardigd.
De kruiswegstatie is expressionistisch en ontworpen door de Waalse Nervia-kunstenaar Anto Carte.
De kerk en pastorie zijn voorzien van een groot aantal glas-in-loodramen. Ook heeft de kerk een aantal zeer fraaie gebrandschilderde ramen. Deze ramen in de Mariakapel zijn in 1947 ontworpen door Pieter Swildens / Petrus Swildens van Plateelbakkerij Zuid-Holland cq. Plazuid.

## Toegevoegde kerkschatten
In 1997 zijn een aantal kerkschatten van de aan de eredienst onttrokken Haarlemse Pauluskerk overgebracht naar de Antoniuskerk. Uit deze kerk komt de bijzondere gedenksteen met tekst van Michel van der Plas: "Ik ben maar steen, ik heb U niets te geven. Zoek wat ik draag : een hemel die begint op aarde, een God die mensen aan zich bindt rondom de tafel van het eeuwig leven".
Veel landhuizen en villa's in Aerdenhout hadden een eigen huiskapel of huisaltaar. Een aantal kunstwerken zijn beland in de Antoniuskerk en maken deel uit van het interieur. Bijzonder is het Madonna-reliëf in de Mariakapel, vervaardigd door Mari Andriessen. Ook een zeldzaam houten reliëf van Het Laatste Avondmaal heeft jarenlang dienstgedaan als huisaltaar in Aerdenhout.
In 1954 is in de buitengevel een reliëfsculptuur aangebracht van beeldhouwer Jan Verdonk: "Antonius preekt voor de vissen".

## Foto- en videogalerij

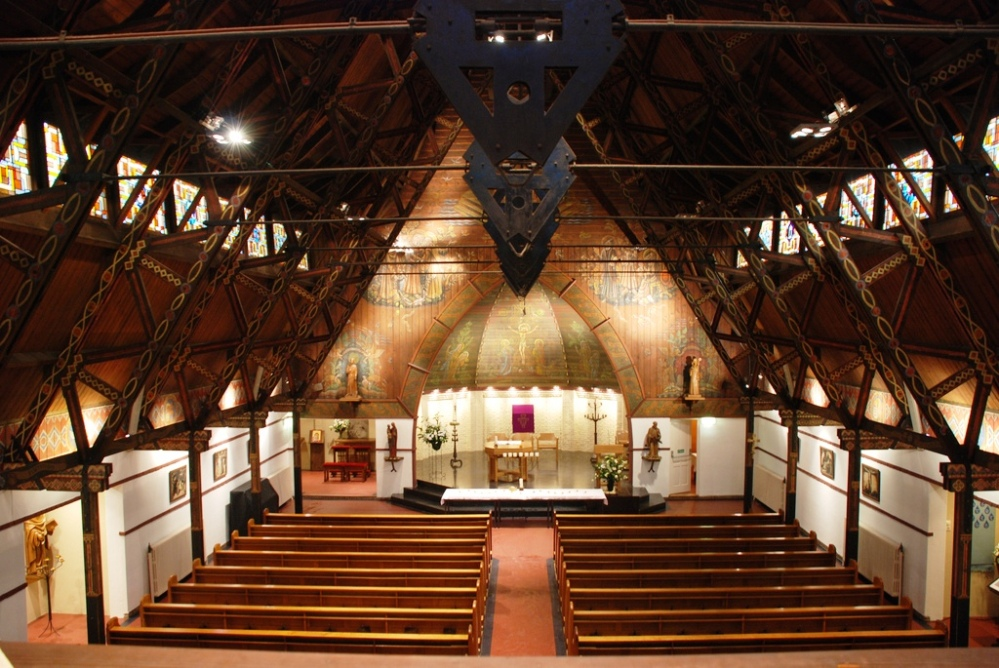
Interieur Antoniuskerk gezien vanaf het koor
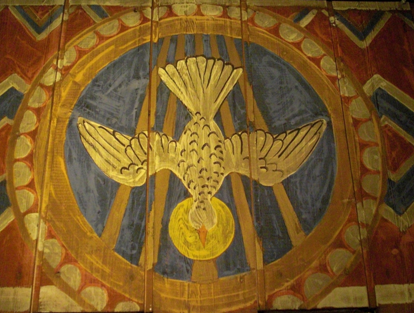
Detail beschildering interieur kerk
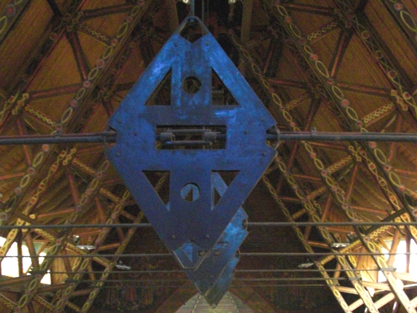
Dakspanners en beschildering hanebalken
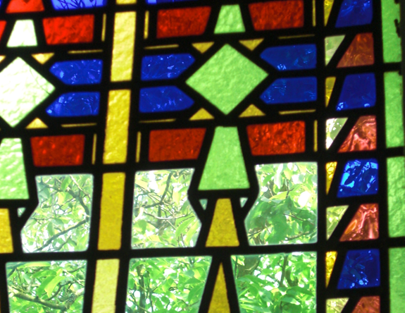
Detail glas in lood pastorie
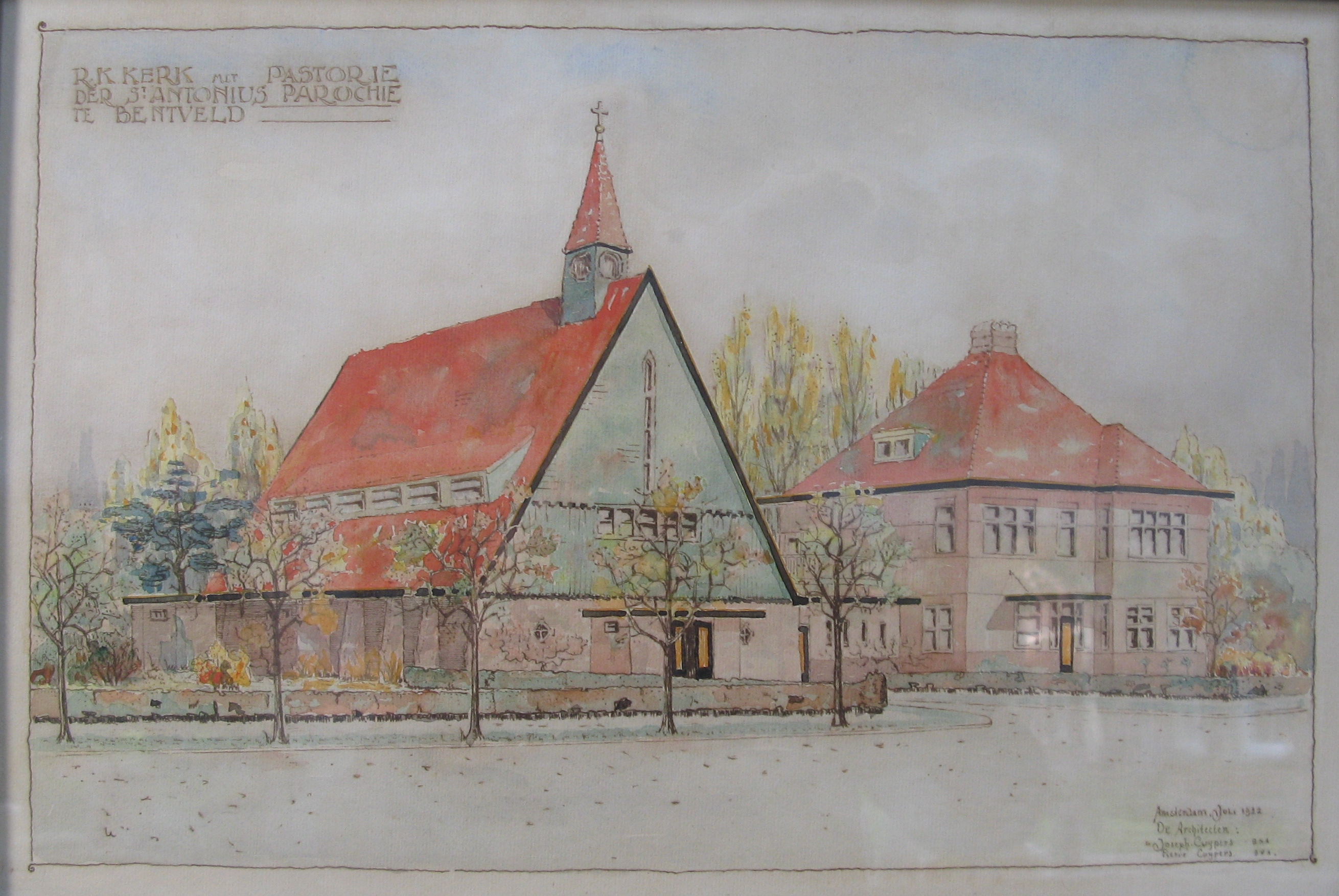
Aquarel van Joseph Cuypers
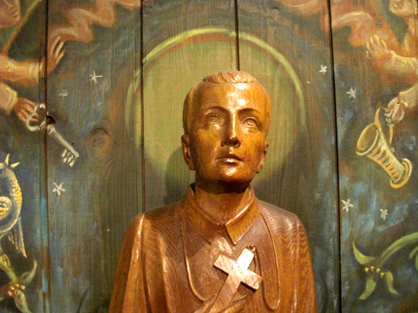
Beschilderingen en detail houten beeld
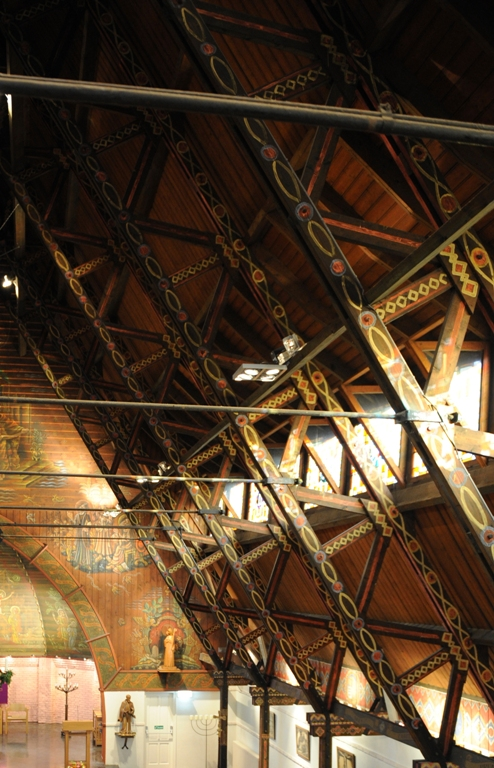
Beschildering Hanebalken - Oscar Mendlik
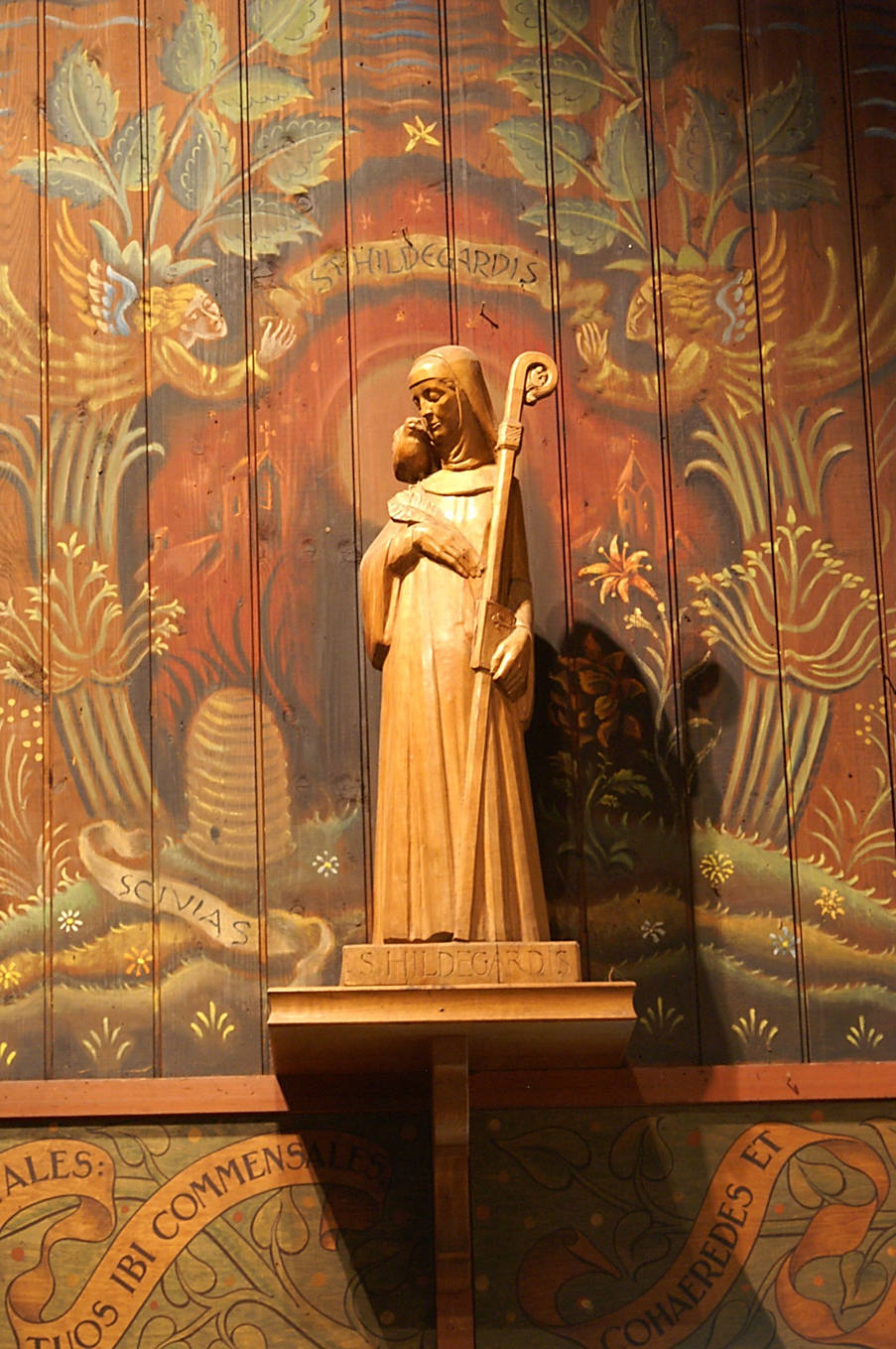
Houten beeld Hildegard van Bingen - Mari Andriessen
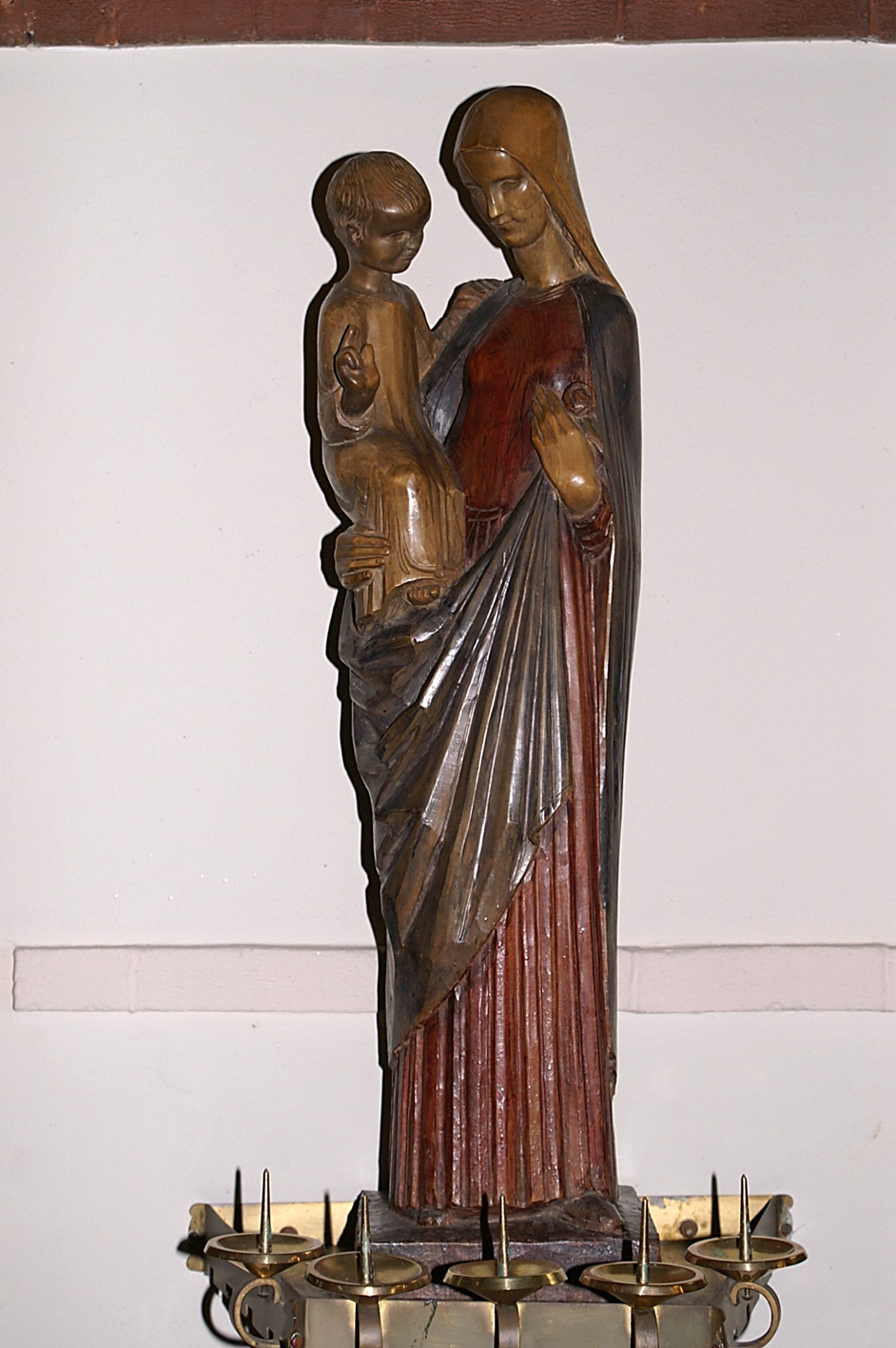
Houten beeld van Maria - Mari Andriessen
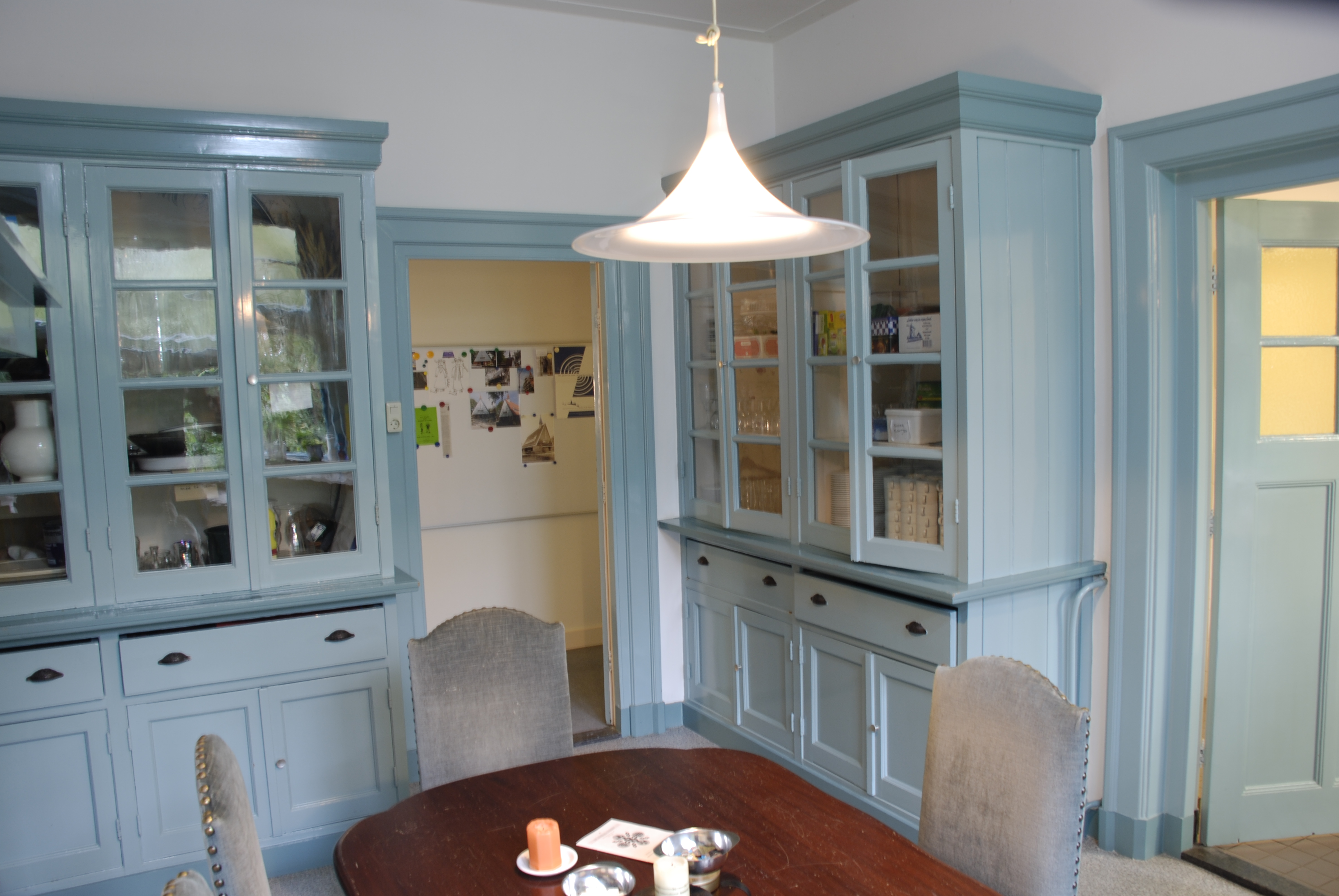
Keuken van de pastorie - Atelier Joseph Cuypers
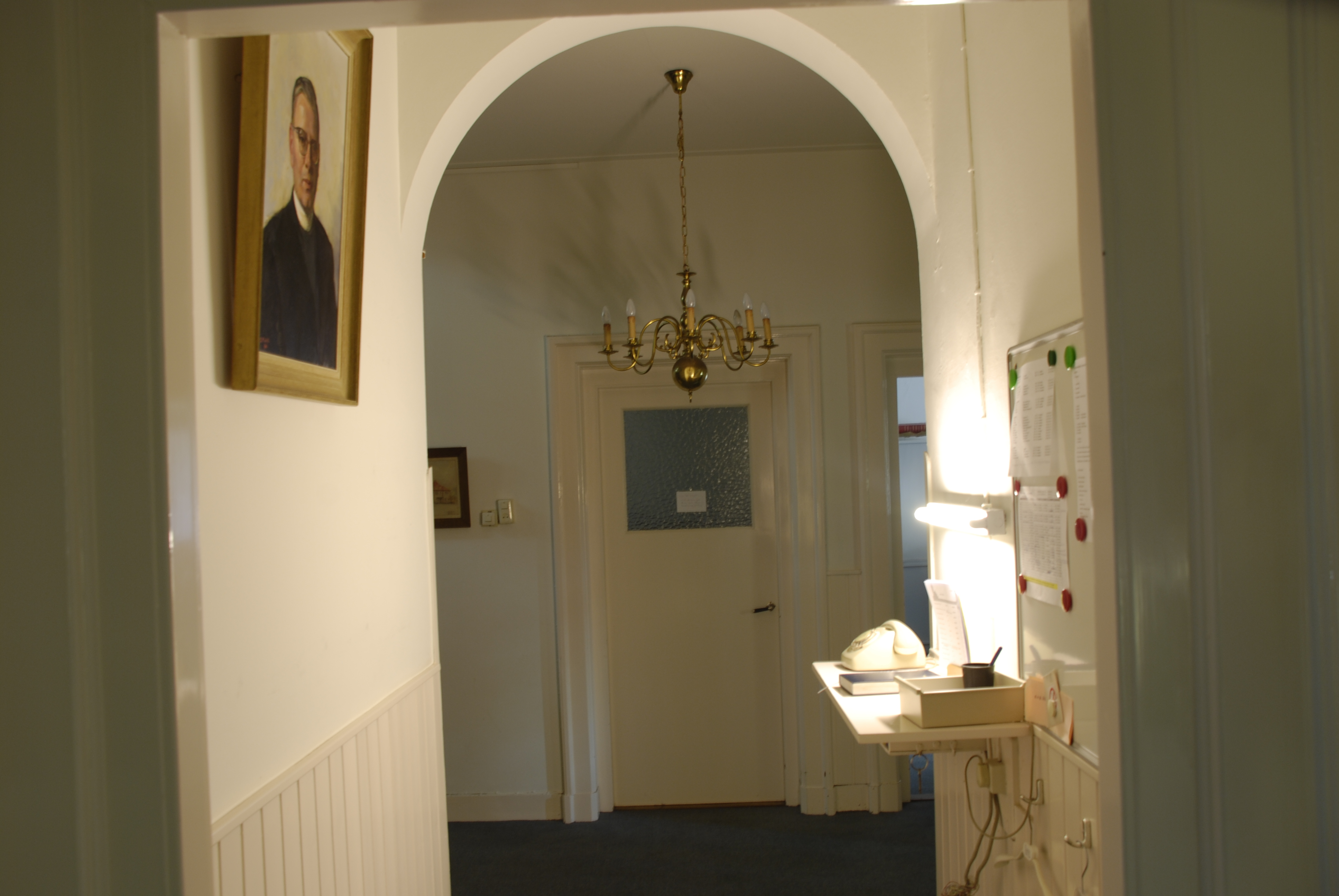
dorpspastoor - portret in pastorie